# Mingkung Jaya
Mingkung Jaya is een bestuurslaag in het regentschap Muaro Jambi van de provincie Jambi, Indonesië. Mingkung Jaya telt 2271 inwoners (volkstelling 2010).